# Wyżyna Małopolska

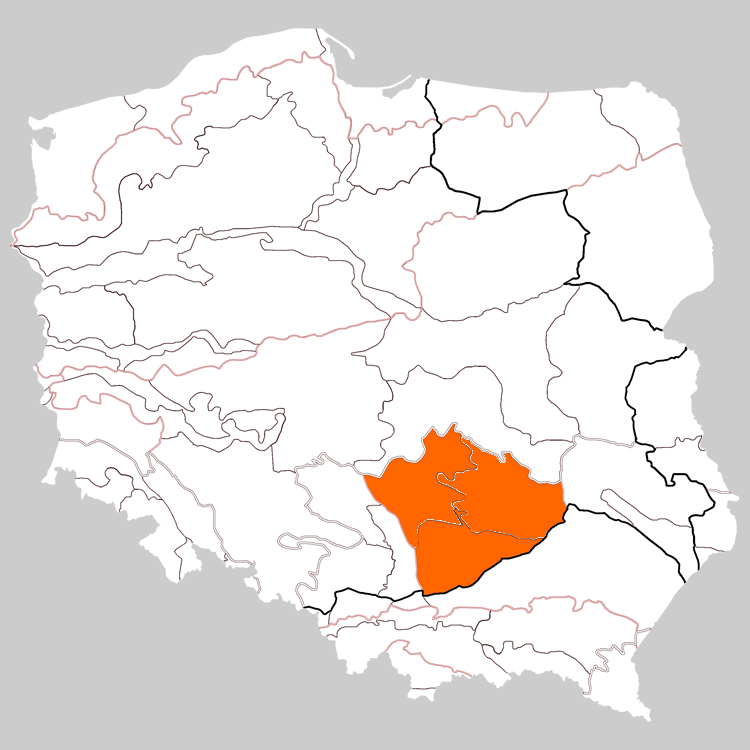
Lage der Region Wyżyna Małopolska in Polen

Die Wyżyna Małopolska (deutsch: Kleinpolnische Hochebene) mit der Nummer 342 in der Geomorphologischen Einteilung Polens ist eine Makroregion im südlichen Polen. Sie gehört zur Metaregion Pozaalpejska Europa Środkowa.

## Unterteilung
Wyżyna Małopolska wird in folgende Regionen unterteilt:
1. Wyżyna Przedborska
2. Niecka Nidziańska
3. Wyżyna Kielecka